# Cercle Music
Cercle Music é uma empresa cultural francesa dedicada à organização de eventos e transmissão on-line de Música eletrônica (DJ sets), sendo pioneira na promoção de sessões de música eletrônica mediante este formato digital.
A Cercle elege locais particulares e incomuns para seus sets, como a Torre Eiffel, as pirâmides de Gizé, o Salar de Uyuni, o Canhão do Sumidero, no México e o Marina Bay Sands de Singapura. A cada semana organizam sessões que retransmitem ao vivo na sua página de Facebook e também publicam sets no YouTube. Selecionam DJs proeminentes na cena eletrônica do momento, como Amelie Lens, Carl Cox, Deborah De Luca, Disclosure, Fatboy Slim, Hot Since 82, Nicola Cruz, Peggy Gou ou Solomun entre muitos outros, e, ao final das sessões, conferem uma entrevista com perguntas do público. Este inovador formato transformou rapidamente a Cercle em referência no plano musical eletrônico.
Em 2019 foi premiada na 22ª edição do DJ Awards na categoria Cutting Edge pelas «milhões de visualizações de suas transmissões ao vivo, em lugares majestosos de todo mundo».

## História
A Cercle foi fundada em 2016 por Derek Barbolla, ex-estudante de cinema na Universidade Sorbonne e amante da música eletrônica, que começou gravando de forma amadora sets de seus amigos DJs na sua própria casa. No entanto, os vizinhos do apartamento queixaram-se do excesso de ruídos, o que obrigou Derek e seus amigos a serem mais criativos na hora de procurar localizações para realizar suas gravações: desde grutas até botes no rio Sena. Mais tarde uniram-se ao projeto Anais De Framond, Lola Lebrati, Dão Aufseesser, Philippe Tuchmann e Pol Sauchier, a equipa que atualmente compõe a Cercle. Em outubro de 2016, a Cercle conseguiu uma permissão da Torre Eiffel para usá-la como palco de um set, e convidaria ao DJ francês Møme a fincar no térreo da torre. O evento foi um sucesso e, segundo as palavras de Barbolla, «marcou o nascimento da Cercle».
Em 2020, Cercle anunciou a organização de um festival de música eletrônica, a Cercle Festival, no Museu do Ar e do Espaço de Lhe Bourget, ao norte de Paris. O festival iria contar com 3 palcos e um line-up de 25 artistas. No entanto, o evento teve que ser cancelado devido a pandemia de Covid-19.
Por outro lado, a Cercle assume um compromisso de promoção e democratização da cultura eletrônica, a sensibilização em torno dos artistas e os espaços culturais ou naturais. Desde sua fundação, a Cercle manteve-se fiel a seus valores e a seu conceito, feito que Barbolla considera chave em seu sucesso.
Em 2021, a Cercle começou a lançar compilações em discos de vinil.

## Sessões e DJs participantes
Algumas sessões (DJ sets) notáveis de Cercle são:
- Boris Brejcha, no Grand Palais
- Deborah De Luca, no castelo de Chambord.
- Fatboy Slim, no British Airways i360.
- Solomun, no teatro romano de Orange.
- FKJ, no Salar de Uyuni.[19]
- Adriatique, no cume do Alpe d'Huez.
- The Martinez Brothers, no Marina Bay Sands.
- Ben Böhmer, no balão aerostático na Capadócia.
- Amelie Lens, no Atomium de Bruxelas.[20]
- Pólo & Pan, no jardim Serra da Madonna, Paris.
- Monika Kruse, na torre Montparnasse, Paris.
- Nicola Cruz, nas Cataratas do Iguaçu.[21]
- Sébastien Léger, nas Necrópole de Gizé, Egito.[22]